# Newport Folk Festival

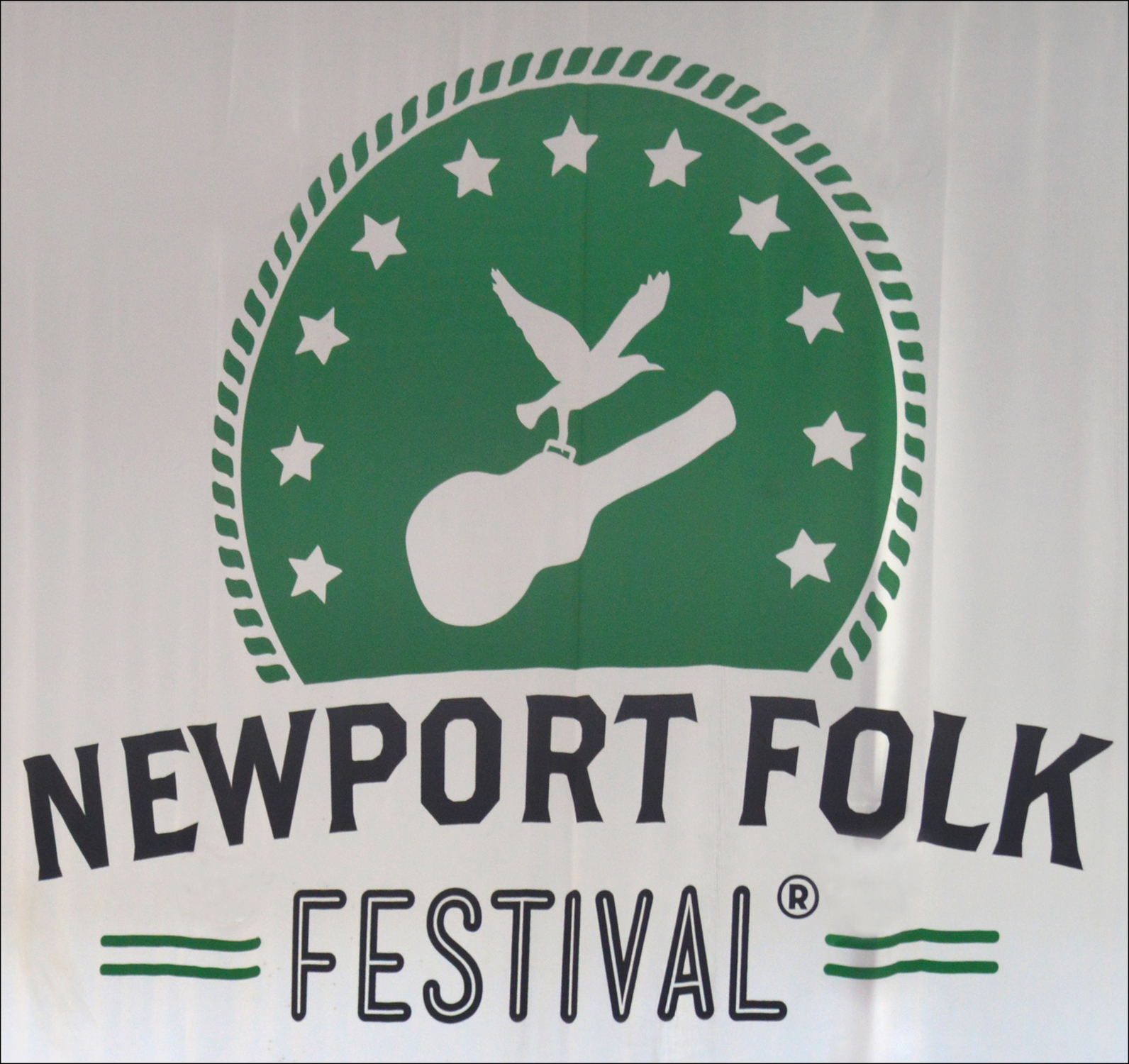
Newport Folk Festivals logo.

El Newport Folk Festival es un evento musical radicado en Newport (Rhode Island), que empezó a celebrarse en julio de 1959 como complemento al anteriormente establecido Newport Jazz Festival. 

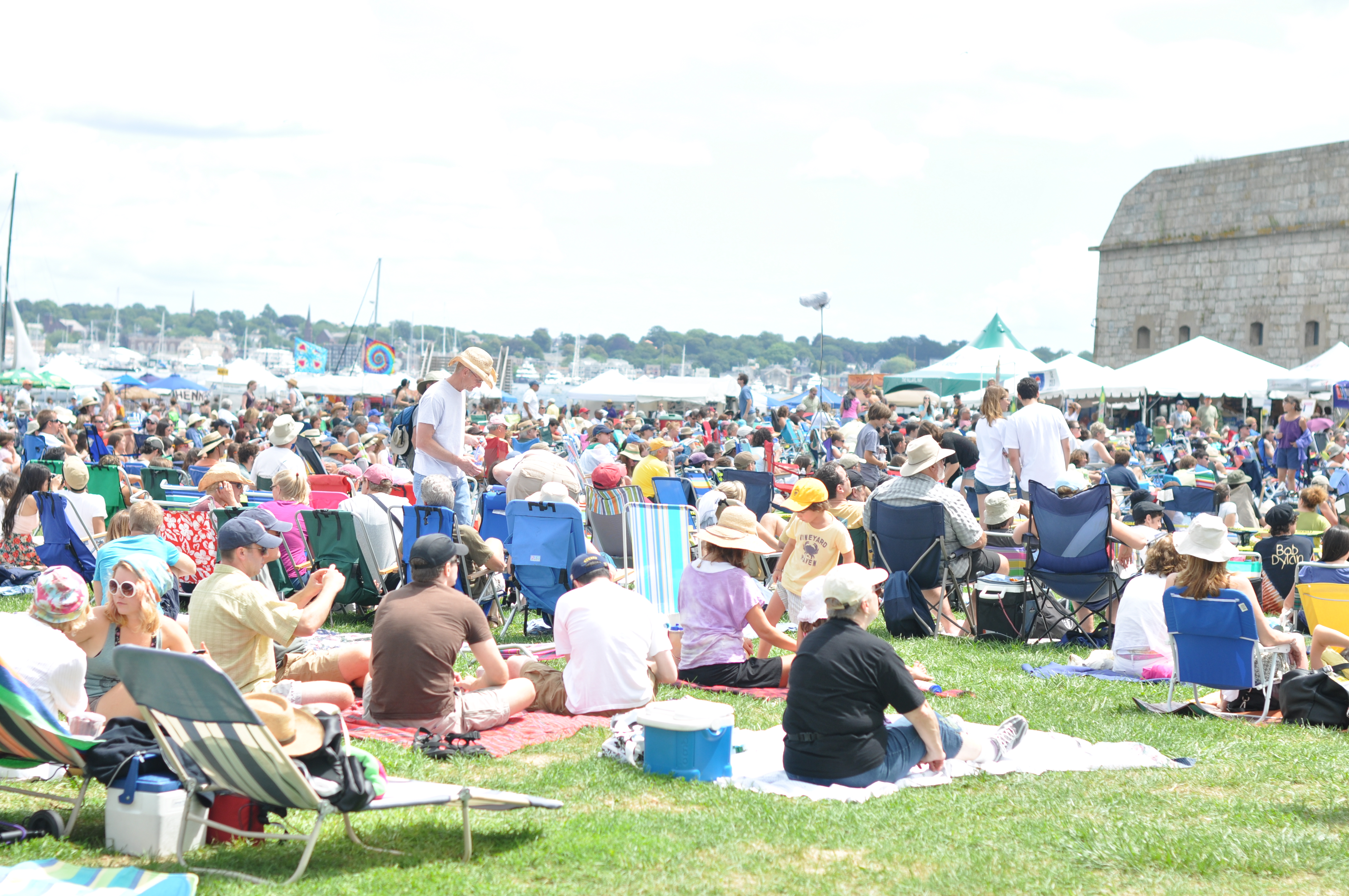
Newport Folk Festival

## Historia

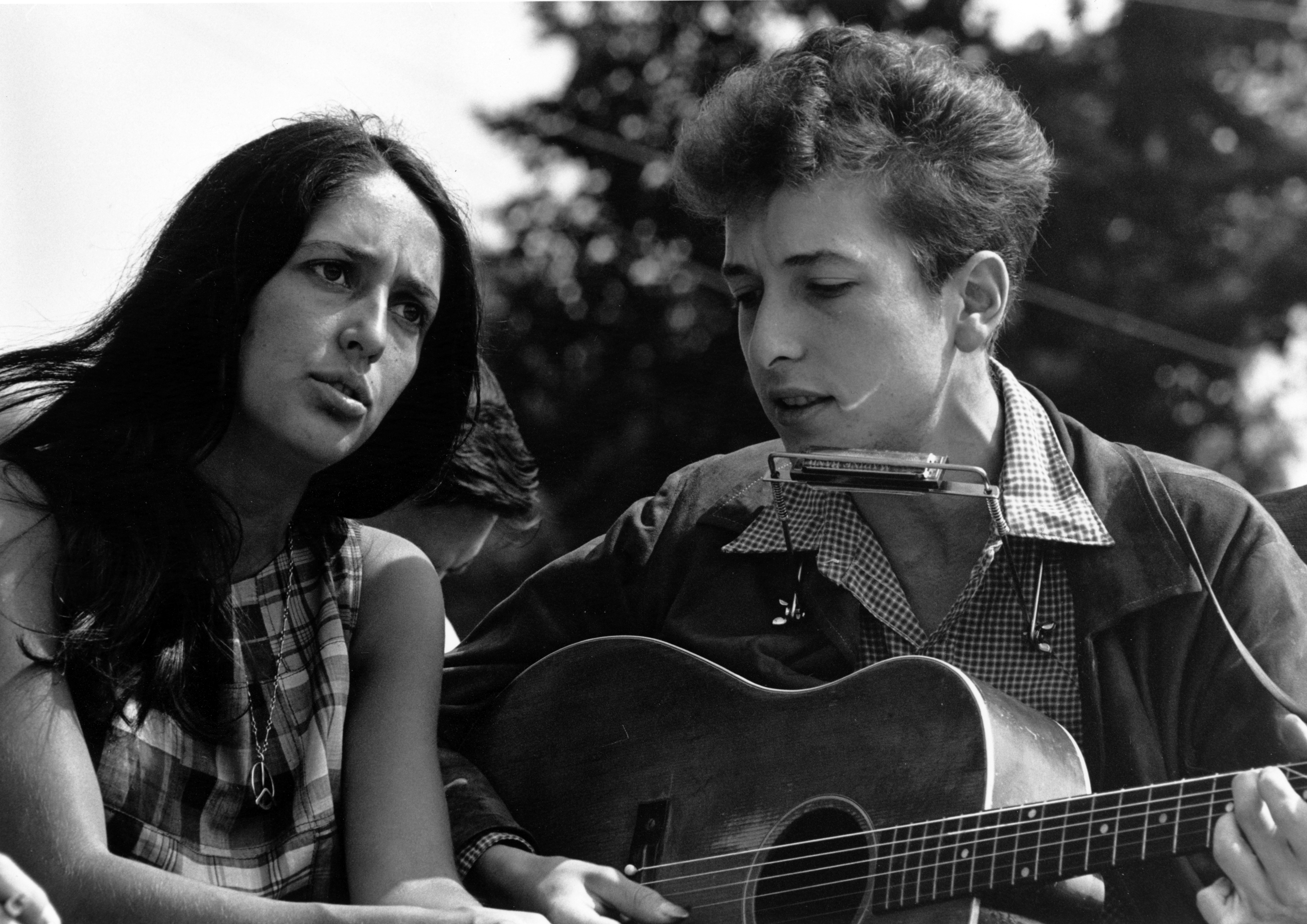
Baez y Dylan en Washington, en 1963. La fotografía fue hecha por Rowland Scherman, para cubrir la Marcha sobre Washington.

El festival fue fundado en 1959 por George Wein, fundador del bien establecido Newport Jazz Festival, respaldado por su equipo original: Theodore Bikel, Oscar Brand, Pete Seeger y Albert Grossman.
El festival es conocido por introducir a una amplia audiencia a un gran número de intérpretes que se convirtieron en estrellas importantes, notablemente en el primer festival de 1959 la actuación de Joan Báez que fue invitada por Bob Gibson y Bob Dylan, como invitado de Baez en el festival de 1963. Newport no estaba estrictamente limitado a los intérpretes folk. En los años 60 actuaron Johnny Cash, Muddy Waters y Howlin' Wolf. José Feliciano debutó en 1964. El festival también incluyó a muchos músicos de blues acústico anteriores a la Segunda Guerra Mundial, que tuvieron gran influencia el resurgimiento de la música folk americana de los años 50 y 60.
El festival en su fase inicial transcurrió de 1959 a 1970, excepto en 1961 o 1962. Muchos de los conciertos de esos años han proporcionado una fuente rica de registros. Murray Lerner dirigió en 1967 el film Festival, basado en los festivales de 1963 a 1965.

### La controversia del Dylan Eléctrico
En los festivales de 1963 y 1964 las actuaciones en solitario y con Joan Báez habían hecho popular a Bob Dylan entre el público de Newport, pero el 25 de julio de 1965 Dylan fue abucheado por algunos seguidores cuándo tocó con el respaldo de miembros de banda de Blues Rock Paul Butterfield Blues Band, incluyendo al guitarra eléctrico Mike Bloomfield y al teclista Al Kooper. 

Normalmente se dice que la razón para la recepción hostil por un pequeño grupo de seguidores era que Dylan estaba abandonando la ortodoxia folk, o la mala calidad de sonido de esa noche (o una combinación de los dos). La controversia con respecto a la reacción de la audiencia en esta actuación está sobredimensionada, ya que no fue una reacción general de la audiencia, sino de un pequeño número de "puristas", y de los organizadores incluyendo a Pete Seeger. Esta actuación de Dylan fue la primera en que se acompañó de instrumentos eléctricos en su carrera profesional y marcó un cambio en su dirección artística que se orientó al Folk-Rock, abriendo el camino a un gran número de grupos e intérpretes que lo siguieron.

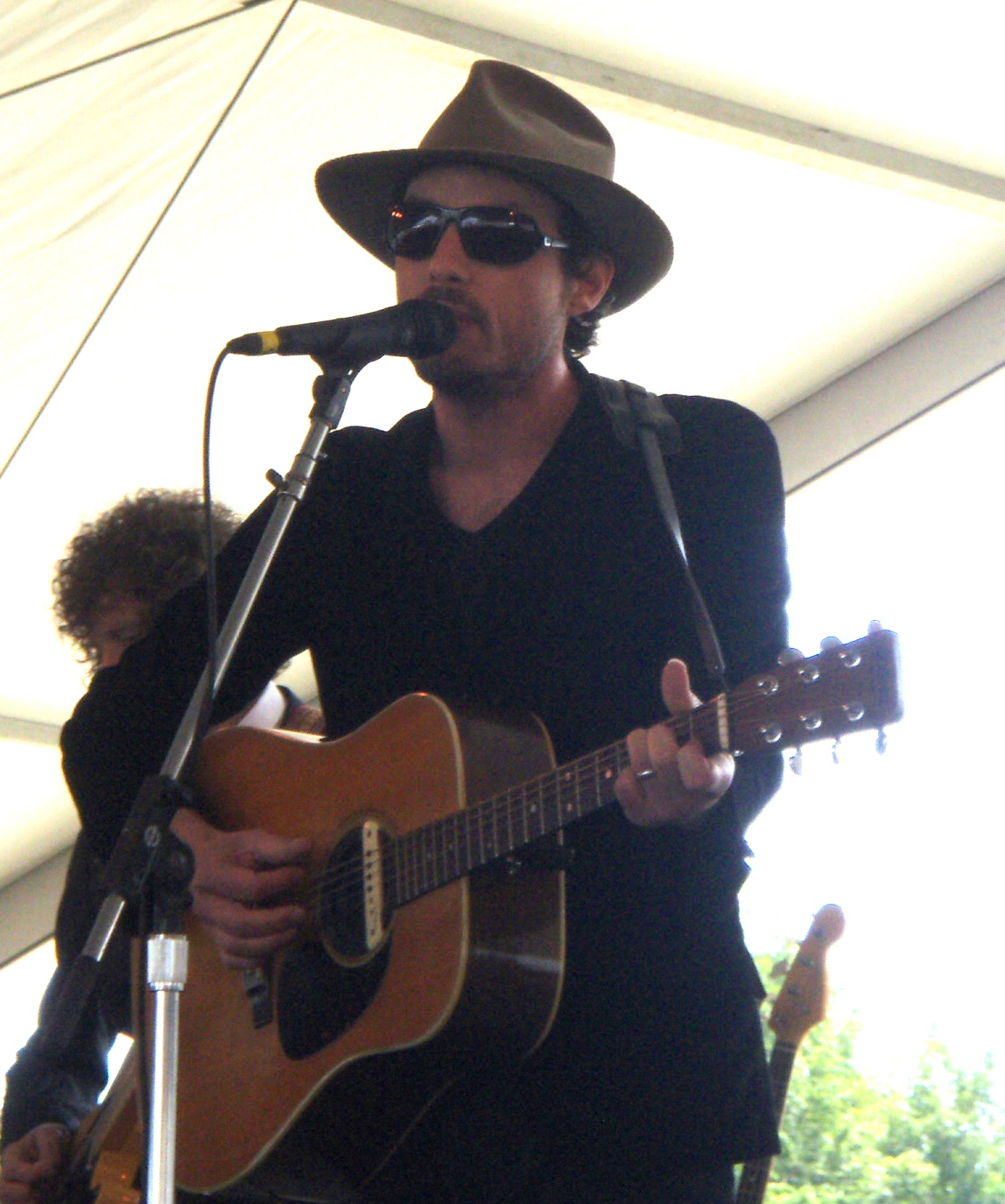
Jakob Dylan at NFF

Este episodio consolidó el estatus de Dylan dentro de la contracultura y le garantizó su posición preferente en el futuro de la música.

### El retorno
El Newport Folk Festival decayó a finales de los años 60, cerrando sus puertas en 1971, pero renació en 1985 y desde entonces se ha convertido en uno de los más importante festivales de música folk en los Estados Unidos, junto al Filadelfia Folk Festival, que empezó en 1962 y el Kerrville Folk Festival qué empezó en 1972.
Desde 1985 se ha celebrado sin interrupciones, pero de una forma diferente a la de los años 60. Pasó a ser un evento que buscaba beneficios económicos, el aforo pasó de 20.000 a 10.000 y los conciertos de tarde fueron cancelados. Además, el festival ha contado con la ayuda de patrocinadores importantes como Ben & Jerry's y Dunkin' Donuts.

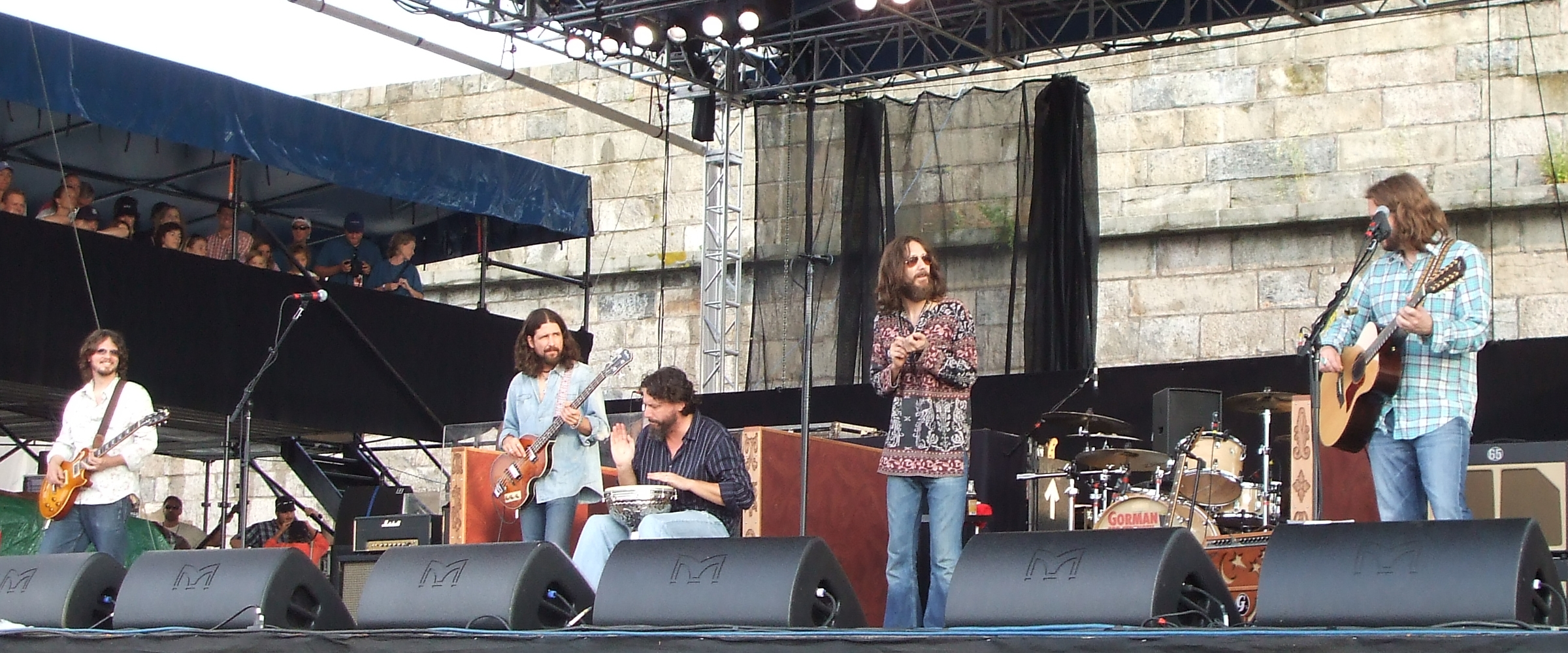
Black Crowes-Newport

En el año 2007 el festival presentó a músicos como Linda Ronstadt, que encabezó la noche del viernes, además de otros muy conocidos como la The Allman Brothers Band, Emmylou Harris, Alejandro Escovedo, Cheryl Wheeler, Hazel Dickens y Ralph Stanley. En años recientes el festival se ha expandido para incluir actuaciones de Indie Rock, Americana y bandas de rock acústico, como The Decemberists y The Low Anthem.
En 2008 los cabezas de cartel del festival fueron Jimmy Buffett, Stephen y Damian Marley, The Black Crowes, Levon Helm y Jakob Dylan.

## Años recientes
2009 marcó la 50.ª celebración del Newport Folk Festival, presentando a artistas folk consolidados como Arlo Guthrie, Joan Báez, Judy Collins, Ramblin' Jack Elliott y Pete Seeger, junto con músicos más nuevos como The Decemberists, Fleet Foxes, The Avett Brothers, y Neko Case. 
En 2010 encabezaron el cartel Levon Helm, John Prine, The Avett Brothers, Edward Sharpe and the Magnetic Zeros y Sharon Jones and the Dap Kings.
Revista SPIN describió la música del 2010 como parte de la historia del festival al unir géneros de música diferentes...con un hilo común: el sonido de cada artista es la celebración de la música americana, sea "folk," o "música de raíces culturales"

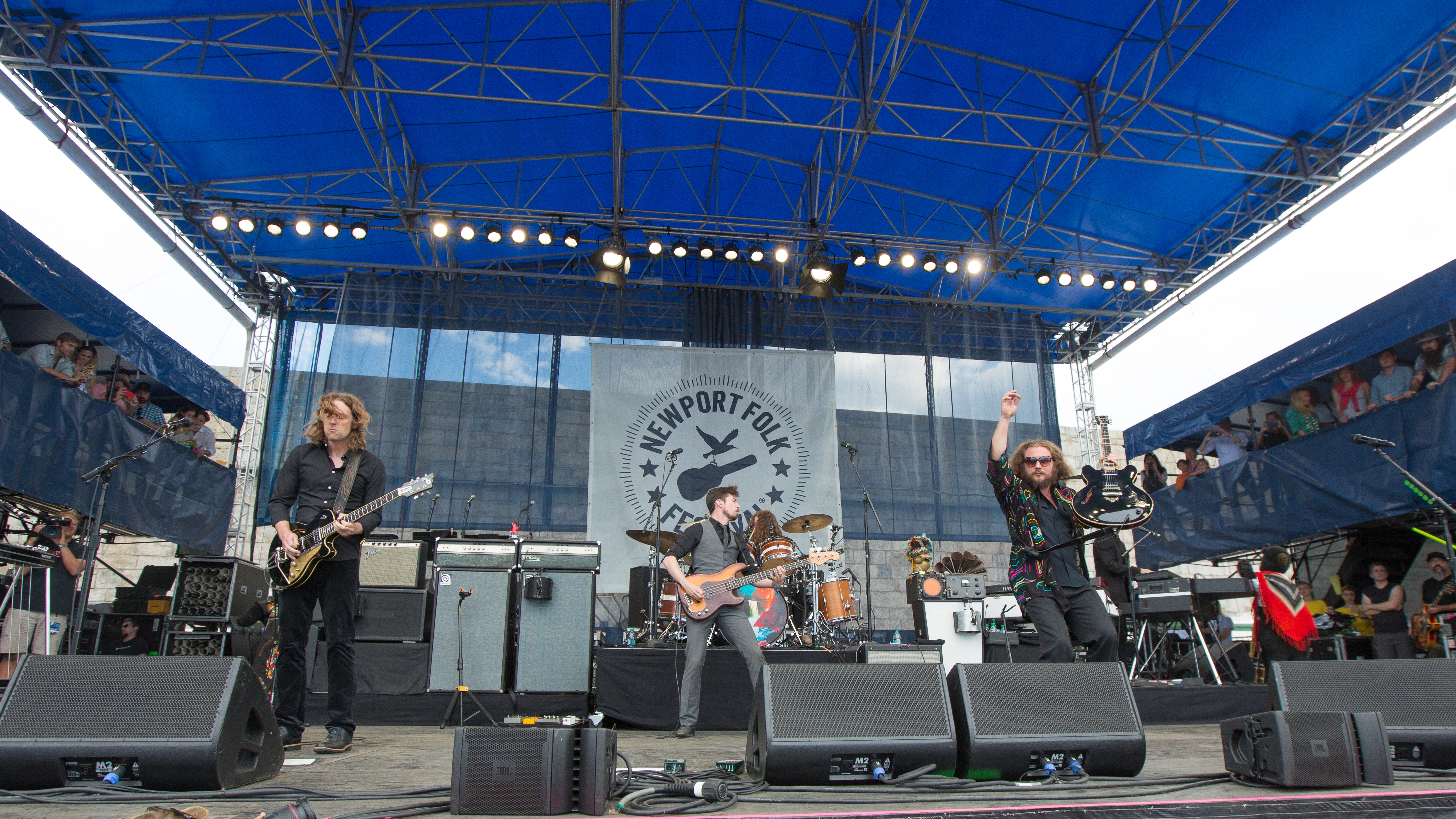
My Morning Jacket, 2015

La revista Rolling Stone dijo que: "Había veteranos como Doc Watson, Ritchie Havens y John Prine junto a grups nuevos como O'Death y el grupo de Freak Folk, Edward Sharpe and The Magnetic Zeros."
En enero de 2011 fue anunciado que el festival había vuelto a ser un acontecimiento sin ánimo de lucro que sería producido bajo el paraguas de la Newport Festivals Fundation, Inc.
En 2012 el festival fue encabezado por My Morning Jacket y Jackson Browne. En el festival de 2015 que estuvo orientado al New Folk, participaron: Andy Shauf, Angel Olsen,
Bahamas,
Bela Fleck & Abigail Washburn,
Blake Mills,
Brandi Carlile,
Calexico,
Christopher Paul Stelling,
Courtney Barnett,
Elephant Revival,
Field Report,
First Aid Kit,
Haunt the House,
Heartless Bastards,
Hiss Golden Messenger,
Iron & Wine and Ben Bridwell,
J Mascis,
Jason Isbell,
Joe Pug,
José González,
Langhorne Slim & the Law,
Laura Marling,
Leon Bridges,
Lord Huron,
Madison Ward & the Mama Bear,
Nathaniel Rateliff and the Night Sweats,
Nikki Lane,
Rodrigo Amarante,
Shakey Graves,
Spirit Family Reunion,
Strand of Oaks,
Sturgill Simpson,
Sufjan Stevens,
Tallest Man On Earth,
The Barr Brothers,
The Decemberists,
The Felice Brothers,
The Jones Family Singers,
The Lone Bellow,
The Suffers,
Tommy Stinson,
Traveller,
Watkins Family Hour y
Wildwood.
En el festival de 2016 más orientado a la música americana de raíces participan: Amasa Hines,
Amy Helm,
Aoife O’Donovan,
Banditos,
Basia Bulat,
Berklee Gospel & Roots Choir,
Brett Dennen,
Case/Lang/Veirs,
Dave Simonett & Dave Carroll,
Del & Dawg,
Edward Sharpe and The Magnetic Zeros,
Father John, Misty
Flight of the Conchords,
Freakwater,
Frightened Rabbit,
Fruit Bats,
Glen Hansard,
Hayes Carll,
Ian Fitzgerald W/ Smith & Weeden,
Joan Shelley,
John Moreland,
JP Harris,
Julien Baker,
Lady Lamb,
Margo Price,
Matthew Logan Vásquez,
Middle Brother,
Nathaniel Rateliff & The Night Sweats,
Norah Jones,
Phil Cook Presents “Southland Revue” feat. The Blind Boys of Alabama & Amelia Meath (Sylvan Esso),
Preservation Hall Jazz Band,
Radical Face,
Raury,
Ray Lamontagne,
Rayland Baxter,
River Whyless,
Ruby Amanfu,
Son Little,
Songhoy Blues,
St. Paul & The Broken Bones,
The Arcs,
The Cactus Blossoms,
The Oh Hellos,
The Staves,
The Strumbellas,
Villagers,
Violent Femmes y
Wild Child.

## Sede
El Newport Folk Festival tiene lugar cada año en el Fort Adams State Park, en Newport, Rhode Island. En la tarde del viernes antes del comienzo de los conciertos del festival del fin de semana se hace un concierto de presentación en el Salón de la Fama del Tenis Internacional en el centro de Newport.
Fort Adams alberga cuatro escenarios, el principal tiene vistas al puerto de Newport y al famoso Puente de Claiborne Pel. El festival es conocido por su bonito paisaje ya que el agua azul rodea la verde península de Fort Adams con centenares de las barcas que se balancean en el agua.

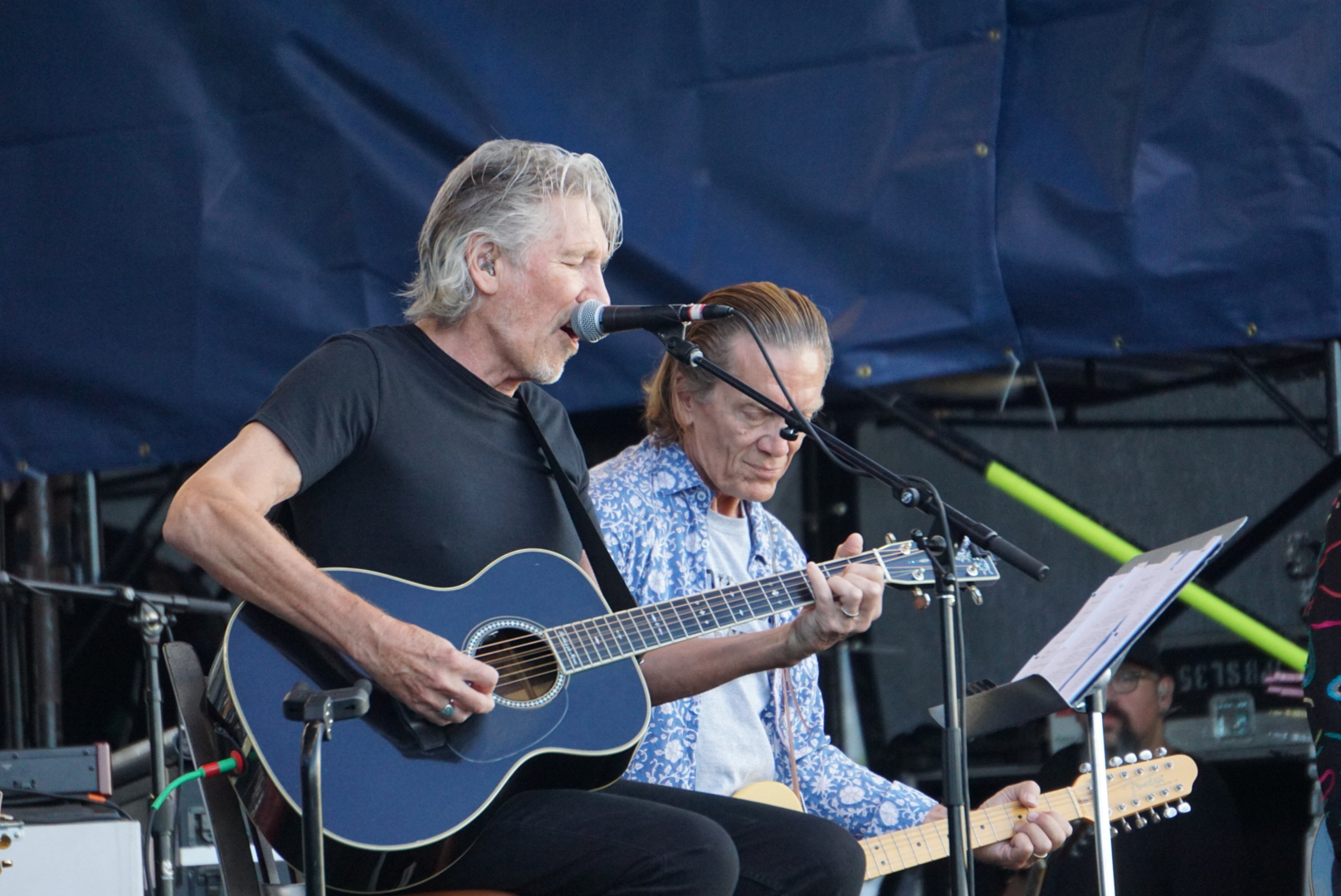
Roger Waters Newport Festival

WMVY empezó a difundir en streaming el festival en 2005 y se unió a NPR Music en 2008. Sus archivos contienen las actuaciones y entrevistas del Newport Folk y NPR la hace disponible para escuchar en el enlace: NPR at Newport Folk.

## Sostenibilidad
El festival hace esfuerzos para ser ambientalmente sostenible, colaborando con muchos grupos para lograrlo. Participan Clean Water Action y Rhode Island Resource Recovery para recoger 1.5 toneladas de reciclables. CWA trabajó in situ recogiendo basura y haciendo reciclaje, e instala estaciones de compostaje de los residuos generados durante el acontecimiento. Una parte de los beneficions de la venta de cerveza y de vino fue a CWA para apoyar su trabajo.
La cerveza oficial del festival, Magic Hat basada en Vermont utiliza en su planta cubas 100% compostables. 
Trabajan con New England Wind Fund para producir la energía utilizada durante el festival y con Klean Kanteen para proporcionar botellas de agua reutilizables. También colaboran con Farm Fresh Rhode Island para incorporar comidas locales a los vendedores de comida del recinto.

### Newport Folk Festival Tour
En 1998 se programó una gira con múltiples artistas bajo el emblema Newport Folk Festival Tour.
Entre los participantes estaban: Lyle Lovett, Nanci Griffith, Alison Krauss, John Hiatt, Joan Báez, Wilco, Suzanne Vega, Loudon Wainwright III, Lucinda Williams y Jimmie Dale Gilmore. Una crítica de New York Times encontraba algunas semejanzas entre las actuaciones pero una pérdida de sensibilidad folk respecto a su propósito original.

## Álbumes grabados en el festival
- The Newport Folk Festival, 1959 [3 Volúmenes] - Vanguard Records
- The Kingston Trio Live at Newport - Vanguard Records (1959, publicado en 1994)
- The Newport Folk Festival, 1960 [2 Volúmenes] - Vanguard Records

### Álbumes publicados por Vanguard Records a partir del Newport Folk Festival de 1963
- Newport Broadside (Topical Songs) - VRS-9144 (Mono) and VSD-79144 (Stereo) Joan Báez, Bob Davenport, Bob Dylan, The Freedom Singers, Jim Garland, Sam Hinton, Peter La Farge, Ed McCurdy, Phil Ochs, Tom Paxton, Pete Seeger
- Blues At Newport - VRS-9145 (Mono) and VS-79145 (Stereo) Rev. Gary Davis, John Hammond, John Lee Hooker, Brownie McGhee and Sonny Terry, Mississippi John Hurt
- Country Music and Bluegrass At Newport - VRS-9146 (Mono) and VSD-79146 (Stereo) Clarence "Tom" Ashley, Clint Howard, Jim and Jesse and the Virginia Boys, Tex Logan, The Morris Brothers, The New Lost City Ramblers, Fred Price, Doc Watson, Mac Wiseman, and The Country Boys.
- Old Time Music At Newport - VRS-9147 (Mono) and VSD-79147 (Stereo) Clarence "Tom" Ashley, Doc Boggs, Maybelle Carter, Jenes Cottrell, Dorsey Dixon, Clint Howard, Fred Price, Doc Watson
- Evening Concert At Newport, Vol. 1 - VRS-9148 (Mono) and VSD-79148 (Stereo)
- Evening Concert At Newport, Vol. 2 - VRS-9149 (Mono) and VSD-79149 (Stereo)
- Live at Newport (John Lee Hooker album)

### Álbumes publicados por Vanguard Records a partir del Newport Folk Festival de 1964
- Long Journey Home - VCD-77004 (Stereo) The Kentucky Colonels (Clarence White, Roland White, Billy Ray Lathum, and Roger Bush) with Doc Watson and Bill Keith
- Festival: The Newport Folk Festival 1965 (album)|Festival: The Newport Folk Festival 1965[10]
- Ben & Jerry's Newport Folk Festival '88 Live[11]
- Ben & Jerry's Newport Folk Festival, Vol. 2 (1990)[12]
- Turn of the Decade 1989-90: Ben & Jerry's Newport Folk Festival